# Hoektand
De hoektand of cuspidaat is het deel van het dierlijke gebit dat grip op het voedsel geeft en ook als wapen kan worden gebruikt. De tand is daarom puntig van vorm, en bij veel soorten de grootste tand in het gebit. Mensen hebben (net als veel andere diersoorten) vier hoektanden, twee in de bovenste kaak en twee in de onderste kaak.

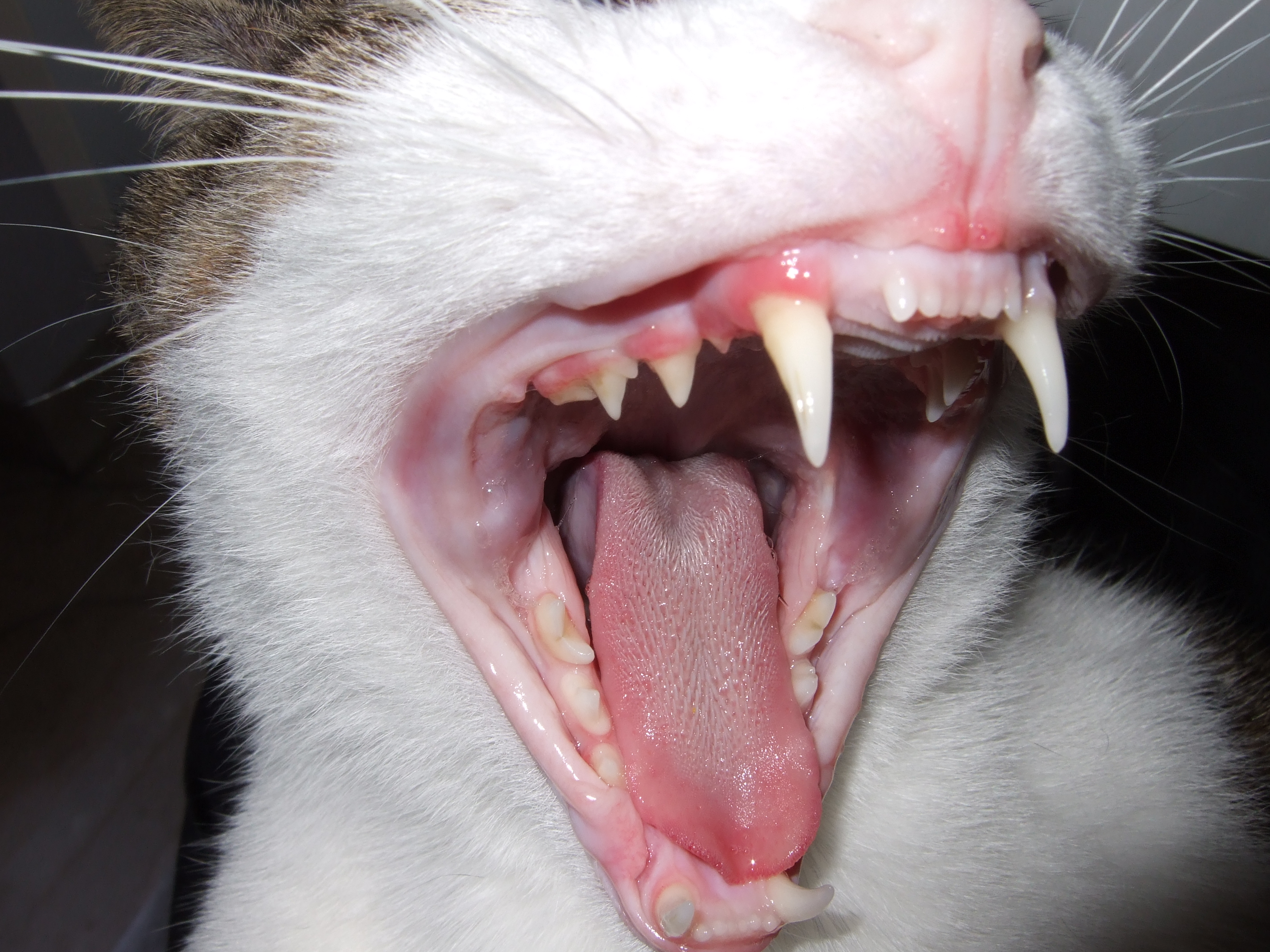
Hoektanden van een kat

Bij veel dieren zijn de bovenste hoektanden zo groot dat ze buiten de bek uitsteken. Men noemt ze slagtanden. Ook snijtanden kunnen uitgegroeid zijn tot slagtanden.
Met de hoektanden wordt het vlees van de prooi in stukken gescheurd. Men zegt dus dat een leeuw zijn prooi aan stukken scheurt en niet aan stukken bijt.

## Menselijke hoektanden
In de loop van de evolutie is de hoektand bij de mens steeds kleiner geworden. Sommige mensen hebben niet meer dan wat een tandarts een kegeltand noemt als hoektand.
In de Internationale tandnummering heeft de hoektand als eenheid 3, omdat het de derde tand vanaf het midden is. Het gebit is opgedeeld in vier kwadranten, aangegeven met tientallen. Zo kan elke tand worden aangegeven met een getal.
De hoektanden worden aangegeven met deze nummers;
- 13 (rechtsboven)
- 23 (linksboven)
- 33 (linksonder)
- 43 (rechtsonder)

Deze nummering wijkt af wanneer we het hebben over de melkhoektanden.